# گل دماغه
گل دماغه (نام علمی: Impatiens capensis) نام یک گونه از سرده گل بی‌صبر است.

## نگارخانه

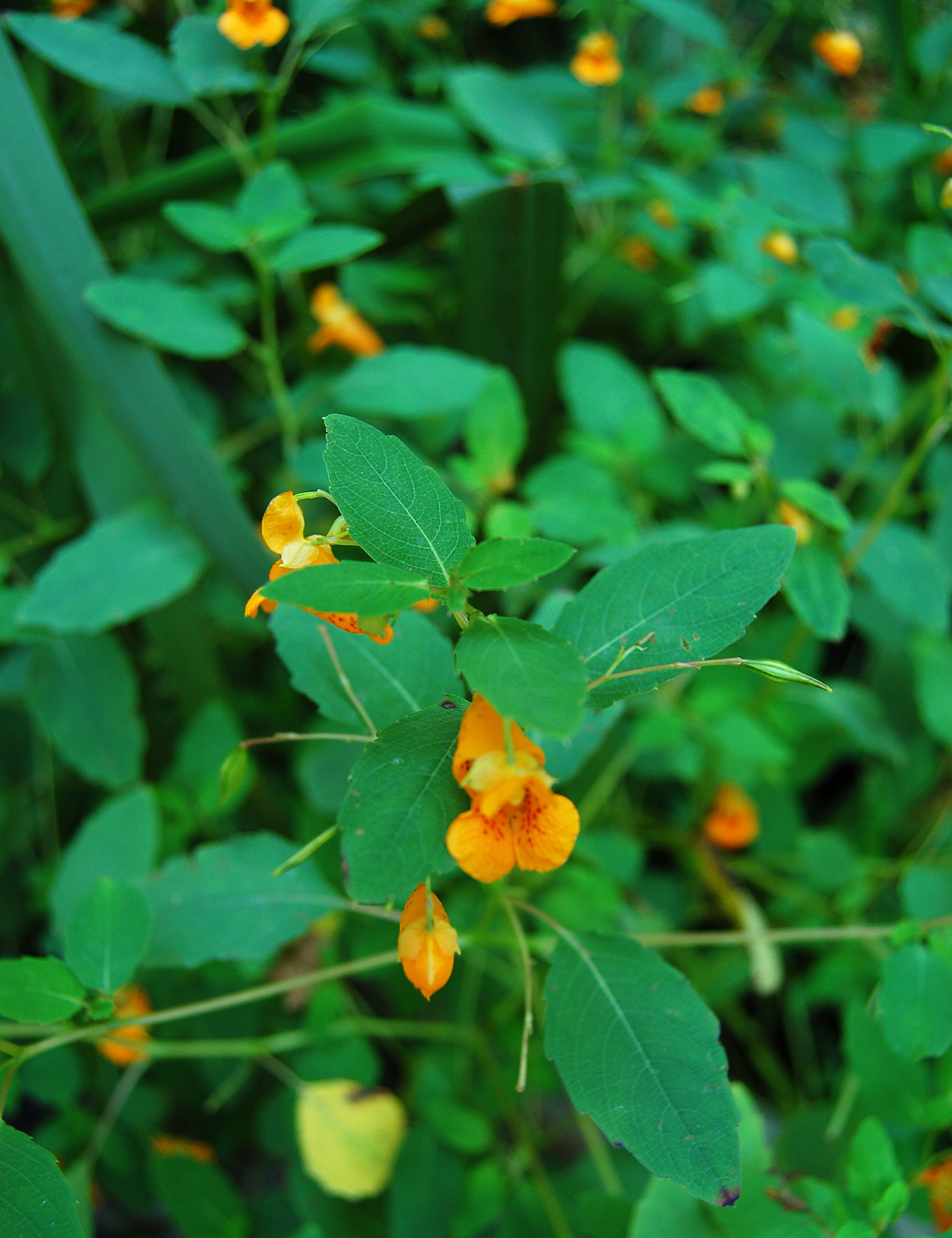
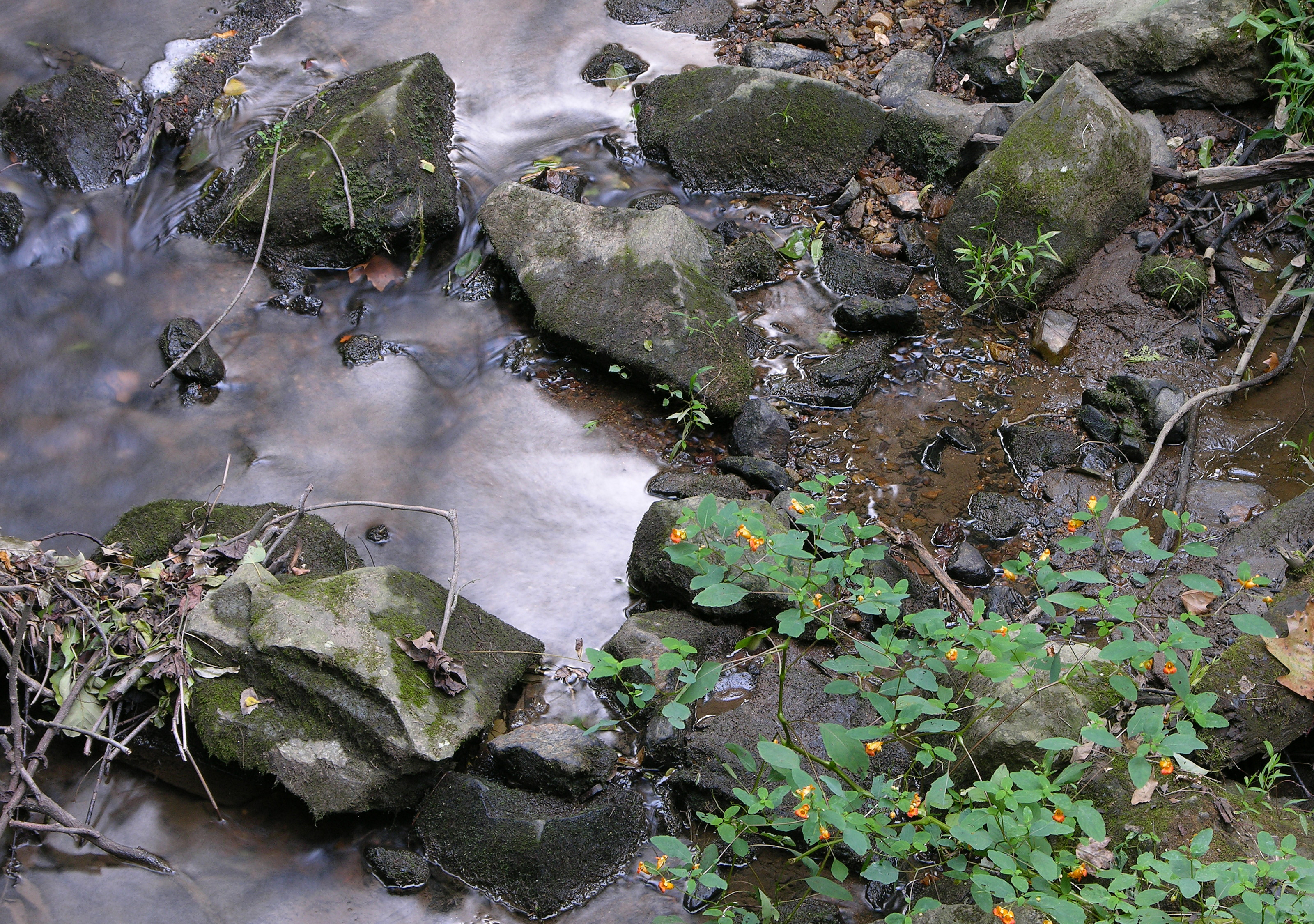